# Richard G. Hovannisian
Richard G. Hovannisian (Tulare, 9 de noviembre de 1932-Los Ángeles, 10 de julio de 2023) fue un historiador estadounidense, profesor de la UCLA y especializado en el estudio de la historia del pueblo armenio.

## Biografía
Nació en Tulare, California, el 9 de noviembre de 1932, hijo de  refugiados armenios. En 1957 se casó con Vartiter Kotcholosian. Fue profesor en la UCLA, donde creó la cátedra Historia armenia moderna. Un hijo suyo, Raffi Hovannisian, llegó a ser el primer ministro de Asuntos Exteriores de la República de Armenia, en 1991, tras su independencia de la Unión Soviética. En 2006 Richard Hovannisian tenía una visión crítica del gobierno de Robert Kocharián por la baja calidad democrática del país.
Es autor de Armenia on the Road to Independence, 1918 (1967) y de la serie de libros The Republic of Armenia, formada por The Republic of Armenia. Volume I, 1918-1919 (1973), The Republic of Armenia, Vol. II: From Versailles to London, 1919–1920 (1982), The Republic of Armenia Vol. III: From London to Sèvres, February-August 1920 (1996) y The Republic of Armenia Vol. IV: Between Crescent and Sickle: Partition and Sovietization (1996), o The Armenian Genocide in Perspective (1986), una colección de ensayos sobre el genocidio armenio, entre otros trabajos.
También fue editor de las obras The Persian Presence in the Islamic World (1998), junto a George Sabagh, y Armenian Van/Vaspurakan (2000), así como de los dos volúmenes de The Armenian People from Ancient to Modern Times: The Dynastic Periods: From Antiquity to the Fourteenth Century (volumen I) y Foreign Domination to Statehood: The Fifteenth Century to the Twentieth Century (volumen II), ambos de 1997.
En 2020 el Consejo Nacional Armenio de Estados Unidos le otorgó el premio Legado de educación sobre el genocidio armenio.
Falleció en Los Ángeles el 10 de julio de 2023.